# Sweeney Todd: The Demon Barber of Fleet Street (2007)
Sweeney Todd: The Demon Barber of Fleet Street  is een musicalfilm uit 2007 onder regie van Tim Burton. Hij baseerde de productie op de gelijknamige musical van Stephen Sondheim uit 1979. De hoofdrollen in de verfilming werden gespeeld door Johnny Depp en Helena Bonham Carter. De film won onder meer een Oscar en twee Golden Globes.

## Plot
Benjamin Barker (Johnny Depp) leeft intens gelukkig met zijn vrouw Lucy. De gemene rechter genaamd Turpin (Alan Rickman), die verliefd is op Barkers vrouw, beweert dat Barker meerdere malen aan bestialiteit heeft gedaan. Hiervoor wordt Barker verbannen naar een strafkamp in Australië.
Barkers vrouw blijft alleen achter in Londen en wordt verkracht door de rechter. Als Benjamin Barker terugkomt, heeft hij in ballingschap een dysthyme stoornis opgelopen. Hij is een sociopaat geworden en wil niets liever dan wraak nemen. Hij noemt zich vanaf dat moment Sweeney Todd. Vroeger had Todd een kapperszaak. Als hij na vijftien jaar vrijkomt, keert hij daarnaar terug.
Onder de kapperszaak zit nu de pasteiwinkel van Mevrouw Lovett (Helena Bonham Carter). Todd leert van haar dat de rechter zijn dochter heeft ontvoerd en opgevoed als zijn eigen kind. Lovett vertelt hem ook dat zijn vrouw zichzelf kort na de verkrachting met arseen vergiftigd heeft. De rechter blijkt Todds dochter ook meerdere malen misbruikt te hebben. De zeeman Anthony is echter verliefd op haar en wil haar bevrijden uit de klauwen van Turpin en zijn trouwe dienaar ordebewaarder Bamford. Lovett probeert Todd weer een normale plaats in de samenleving te gegeven, waarin ze faalt aangezien Todd compleet op hol geslagen is. Ze denkt dat zijn depressie steeds minder wordt, maar dit is alleen maar een truc om haar op het verkeerde been te zetten.
Als Lovett hem meeneemt naar de markt, presenteert straatkapper en kwakzalver Adolfo Pirelli daar juist een 'haargroeimiddel'. Als Todd de kwaliteit van het product in twijfel trekt, daagt Pirelli hem uit. Ze zullen ieder iemand scheren en wie dat het gladste en snelste doet heeft gewonnen. Todd wint en krijgt daarmee de reputatie van beste kapper van de stad. Pirelli herkent hem echter als Benjamin Barker. Pirelli chanteert Todd hiermee: als hij niet met Pirelli wil samenwerken, zal deze dit geheim bekendmaken en zal Turpin dit dus ook weten. Todd besluit Pirelli te vermoorden en snijdt zijn keel door. Kort daarna komt Turpin in Todds kapperszaak. Todd ziet zijn kans schoon om wraak te nemen en wil zijn keel doorsnijden tijdens het scheren. Dit mislukt echter door toedoen van Anthony, die binnenkomt alvorens Todd kan snijden. Todd is woest en zint op een nieuwe kans, maar eerst moet hij van Pirelli's lijk af zien te komen. Hij weet niet wat hij met het lijk moet doen, alleen Lovett ziet het als een gouden kans om haar pasteiwinkel te redden voordat hij failliet gaat. Het ex-knechtje van Pirelli, Toby, helpt haar daar nietsvermoedend bij. Ze besluit namelijk het mensenvlees te verwerken in haar pasteitjes, die gretig aftrek in heel Londen vinden. Lovett droomt van een respectabel bestaan met Todd als haar liefhebbende man en Toby als haar adoptiezoon.
Todd ontwikkelt onder de kappersstoel een geheim luik, dat met behulp van een hendel opengaat en alle lijken in een geheime kelder laat vallen waar de pasteitjes worden klaargemaakt. Duizenden mannen gaan nietsvermoedend in de kappersstoel zitten en keren niet levend terug: als ze in de kappersstoel zitten snijdt Todd hun de keel met een scheermes door. Mochten ze hierna nog leven dan breken ze hun nek in de val door het luik. Er zijn daardoor steeds meer vermiste personen in Londen. Todd maakt een afspraak met rechter Turpin om ook in zijn kapperszaak langs te komen en ziet een kans voor wraak.
Intussen heeft rechter Turpin zijn ongehoorzame dochter op laten sluiten in een gekkenhuis, om haar volledig naar zijn wil te buigen. Anthony hoort dit en maakt samen met Todd een plan om haar te bevrijden. Anthony zal haar gaan bezoeken en haar bevrijden. Vervolgens zal hij haar meenemen naar Todds kapperszaak, waar ze veilig is.
Die avond komt eerst ordebewaarde Bamford langs om de kapperszaak van Tod te inspecteren. Todd laat hem in de kappersstoel plaats nemen, snijdt zijn keel door en laat hem door het luik vallen. Toby, die door Lovett in de kelder achtergelaten werd, ziet hoe het lijk van Beadle in de kelder terechtkomt. Hij ontdekt dan het gezamenlijke geheim van Todd en Lovett. Toby slaat in doodsangst op de vlucht. Sweeney en Lovett bemerken zijn verdwijning en gaan hem zonder succes zoeken. Tegelijkertijd brengt Anthony, die Johanna heeft bevrijd, haar naar Todds kamer en gaat dan weg. Als ze alleen is, hoort Johanna een bedelares naderen en verstopt zich. Todd keert terug naar zijn kapperszaak en betrapt daar de zonderlinge bedelares die hem begint te waarschuwen voor Lovett. Todd denkt dat ze gek is en vermoordt haar. Vervolgens laat hij haar ook door het luik zakken. Net op tijd, want dan komt rechter Turpin binnen. Todd laat hem opnieuw plaats nemen in de kappersstoel. Todd confronteert de rechter met zijn ware identiteit, vlak voordat hij hem doodsteekt met het scheermes en hem door het luik laat vallen. Dan betrapt hij Johanna. Ze is vermomd en Todd herkent haar niet. In een golf van waanzin lijkt Sweeney haar ook te gaan vermoorden, maar dan hoort hij Lovett schreeuwen en gaat hij naar de kelder.
Rechter Turpin leefde nog net toen hij in de kelder terechtkwam en maakte zo Lovett aan het schrikken. Lovett doorzoekt de lijken en herkent het lijk van de bedelares. Ze wil dit lijk blijkbaar verbranden voordat Sweeney het ziet, maar is te laat. Todd herkent het lijk als zijn eigen vrouw. Hij keert zich tegen mevrouw Lovett omdat deze hem liet geloven dat zijn vrouw dood was en haar daarna hardnekkig uit Todds buurt hield, omdat ze zelf verliefd op Todd was. Hierdoor vermoordde Sweeney onbewust zijn eigen vrouw. Sweeney doet alsof hij Lovett vergeeft en begint met haar te dansen. Als ze vlak bij de verbrandingsoven zijn, duwt Todd Lovett erin en sluit haar op, waardoor Lovett levend verbrandt. Vervolgens knielt hij voor Lucy's lijk. Daar ziet hij in dat zijn goedgelovigheid tot dit drama leidde. Terwijl Todd treurt, verschijnt Toby achter hem. Toby zat in de kelder verstopt en zag hoe Todd Lovett, zijn enige moederfiguur, levend liet verbranden. Hij pakt Todds scheermes en maakt aanstalten diens keel door te snijden. Todd merkt hem op en strekt zijn nek uit, omdat hij niet meer wil leven zonder Lucy. Toby snijdt Todds keel door en gaat weg. Todd bloedt dood boven het lijk van zijn geliefde Lucy, waardoor ze toch nog herenigd zijn.

## Rolverdeling
| Acteur               | Personage                      |
| -------------------- | ------------------------------ |
| Johnny Depp          | Sweeney Todd / Benjamin Barker |
| Helena Bonham Carter | Mrs. Lovett                    |
| Alan Rickman         | Judge Turpin                   |
| Timothy Spall        | Beadle Bamford                 |
| Sacha Baron Cohen    | Signor Adolfo Pirelli/ Davey   |
| Jayne Wisener        | Johanna Barker                 |
| Edward Sanders       | Toby                           |
| Jamie Campbell Bower | Anthony Hope                   |
| Laura Michelle Kelly | Lucy Barker                    |

## Prijzen/nominaties
- 2008 Academy Awards
  - Gewonnen: Best Achievement in Art Direction (Dante Ferretti)
  - Genomineerd: Best Achievement in Costume Design (Colleen Atwood)
  - Genomineerd: Best Performance by an Actor in a Leading Role (Johnny Depp)
- 2008 Golden Globes
  - Gewonnen: Best Motion Picture - Musical or Comedy
  - Gewonnen: Best Performance by an Actor in a Motion Picture - Musical or Comedy (Johnny Depp)
  - Genomineerd: Best Director - Motion Picture (Tim Burton)
  - Genomineerd: Best Performance by an Actress in a Motion Picture - Musical or Comedy (Helena Bonham Carter)
- 2008 BAFTA Awards
  - Genomineerd: Best Costume Design (Colleen Atwood)
  - Genomineerd: Best Make Up & Hair (Ivana Primorac)

## Liedjes
| #  | Titel                           | Gezongen door                                            |
| -- | ------------------------------- | -------------------------------------------------------- |
| 1  | "Opening Title"                 |                                                          |
| 2  | "No Place Like London"          | Jamie Campbel Bower en Johnny Depp                       |
| 3  | "Worst Pies In London"          | Helena Bonham Carter                                     |
| 4  | "Poor Thing"                    | Helena Bonham Carter                                     |
| 5  | "My Friends"                    | Johnny Depp en Helena Bonham Carter                      |
| 6  | "Green Finch and Linnet Bird    | Jayne Wisener                                            |
| 7  | "Alms! Alms!                    | Laura Michelle Kelly                                     |
| 8  | "Johanna"                       | Jamie Campbell Bower                                     |
| 9  | "Pirelli's Miracle Elixer       | Johnny Depp, Helena Bonham Carter & Edward Sanders       |
| 10 | "The Contest                    | Sacha Baron Cohen                                        |
| 11 | "Wait"                          | Helena Bonham Carter                                     |
| 12 | "Ladies In Their Sensitivities" | Timothy Spall                                            |
| 13 | "Pretty Women"                  | Johnny Depp & Alan Rickman                               |
| 14 | "Epiphany"                      | Johnny Depp                                              |
| 15 | "A Little Priest                | Johnny Depp & Helena Bonham Carter                       |
| 16 | "Johanna"                       | Jamie Campbell Bower, Johnny Depp & Laura Michelle Kelly |
| 17 | "God, That's Good!"             | Edward Sanders & Helena Bonham Carter                    |
| 18 | "By The Sea"                    | Helena Bonham Carter                                     |
| 19 | "Not While I'm Around"          | Edward Sanders & Helena Bonham Carter                    |
| 20 | "Final Scene"                   | Johnny Depp & Helena Bonham Carter                       |